# Famille Grassi
Pour les articles homonymes, voir Famille Grassi (homonymie).
 (juillet 2024).
La famille Grassi est une ancienne et illustre famille italienne, établie à Venise.

## Historique

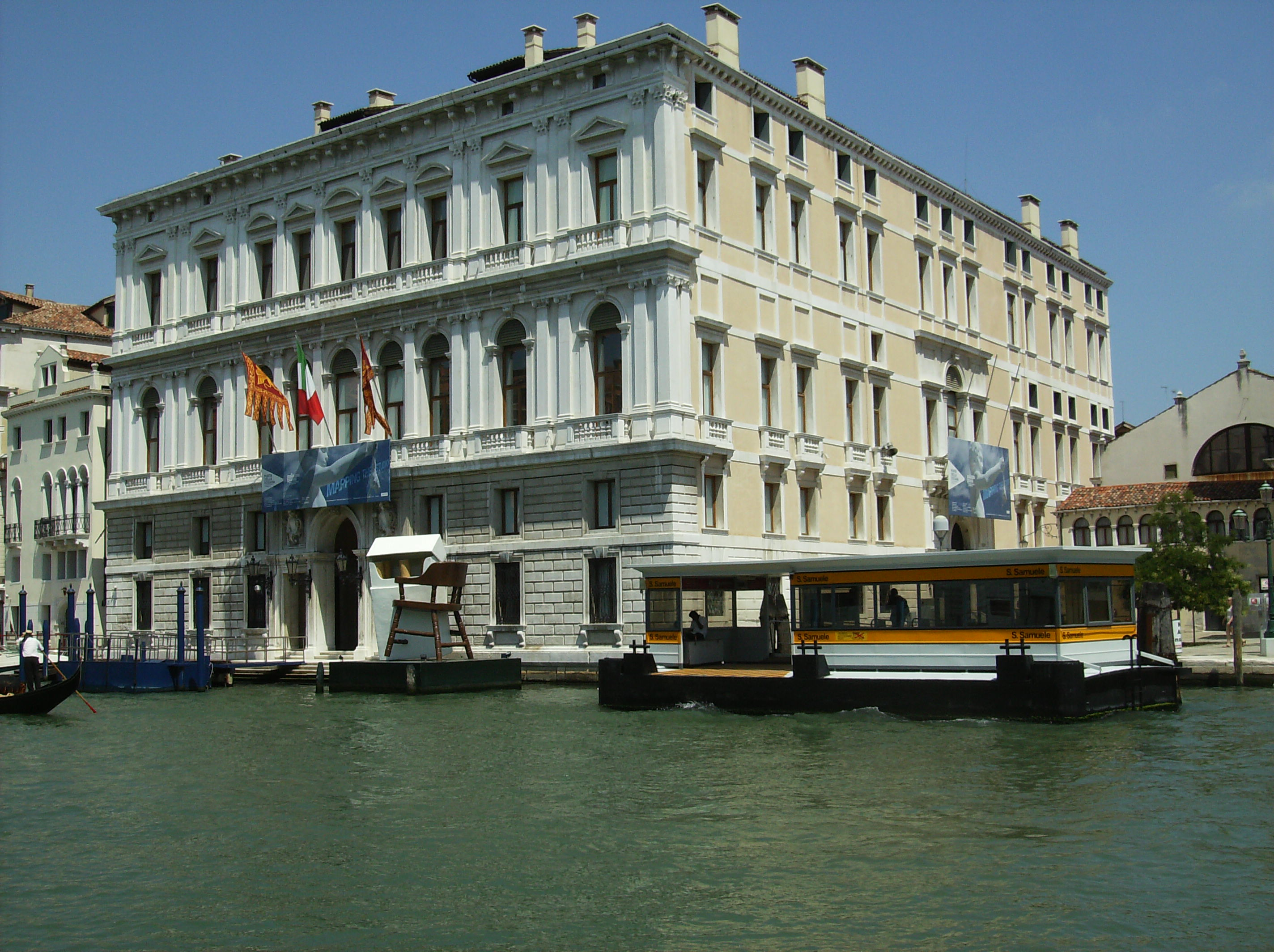
Le Palais Grassi sur le Grand Canal, Venise

La famille Grassi est originaire de Chioggia. Ils s'établirent à Venise, où depuis 1718, ils jouirent du titre de Citoyens. La même année, à la suite du paiement d'une somme substantielle d'argent au soutien de la République, engagée dans la guerre de Morée contre les Turcs, ils furent agrégés au patriciat vénitien.
En 1740, Angelo acheta un terrain de forme trapézoïdale avec un ample façade sur le Canal Grande; c'est là qu'ils firent édifier le célèbre Palazzo Grassi. Les travaux commencèrent en 1748 pour se terminer après la mort du même Angelo, en 1758, et même après celle de son fils Paolo en 1772. Cet immeuble fut le dernier bâtiment à être construit à Venise avant la capitulation de la Sérénissime face aux troupes napoléoniennes.
Lors de la chute de la République en 1797, les Grassi furent encore présent avec un sénateur, Giovanni, époux de Margherita Condulmer. Leurs fils, Angelo Antonio Gaetano et Domenico Maria Gaetano furent reconnus nobles du Gouvernement impérial autrichien par Résolution Souveraine du 11 novembre 1817. Ces derniers furent contraints en 1840 à vendre le splendide immeuble au propriétaire de la Società Veneta Commerciale, Spiridione Papadopoli.

## Personnalités
- Ildebrando, évêque de Modène et puis de Bologne, fut créé cardinal en 1145.
- Negro, podestat de Parme en 1175.
- Giacopino, chevalier en 1321.
- Giovanni et Pietro, miliciens au service de la République florentine, en 1326.
- Paris de Grassis (vers 1478-1528), maître de cérémonie des papes Jules II et Léon X.
- Carlo Grassi (1519-1571), cardinal.
- Antonio Grassi (it) (1644-1715), évêque de Chioggia de 1696 à sa mort.
- Francesco Andrea Grassi (it) (166? -1712), évêque de Caorle de 1700 à sa mort.

## Armes

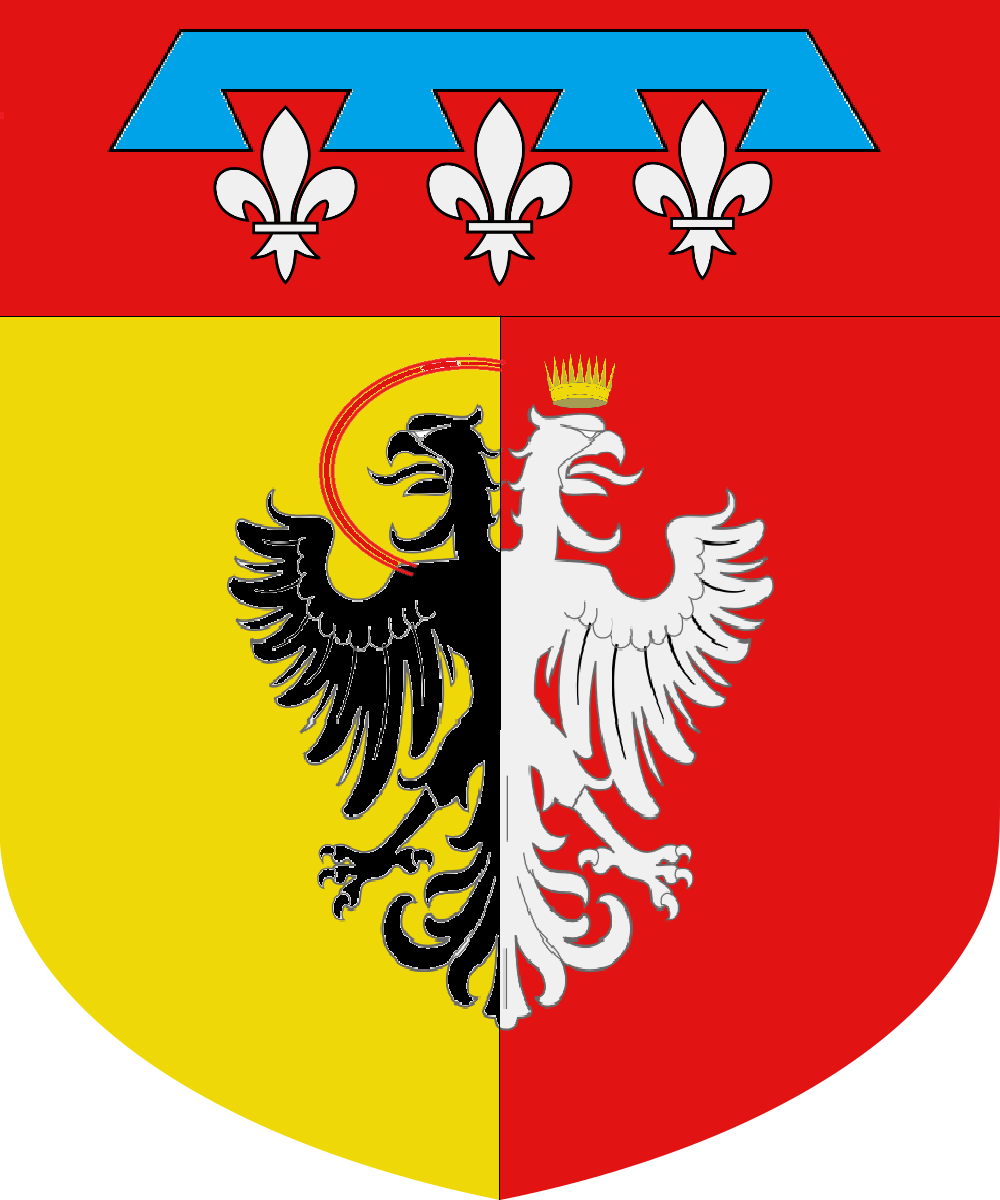
armes des Grassi (Venise)